# Wei Zifu
Wei Zifu (chiń. 衛子夫; Weì Zǐfū) (zm. 91 p.n.e.) – wieloletnia kochanka i druga żona cesarza Chin Wudi, po śmierci znana jako cesarzowa Si (孝武思皇后) lub też Wei Si Hou (衛思后). Przez większą część swojego życia posiadała przemożny wpływ na bieg polityki i życia kulturalnego Chin.

## Pochodzenie
Wei Zifu pochodziła z ubogiej rodziny o pospolitych korzeniach. Była czwartym dzieckiem i ostatnią córką służących pracujących w pałacu księżniczki Pingyang, starszej siostry cesarza Wu. Ojciec przyszłej cesarzowej zmarł prawdopodobnie na kilka tygodni przed jej narodzinami, o reszcie członków rodziny wiadomo bardzo niewiele: jej młodszy przyrodni brat Wei Qing, urodzony w rok po niej z romansu jej matki z małoznacznym urzędnikiem pałacu księżniczki. Kiedy Wei Zifu wciąż jeszcze była dzieckiem, została zwerbowana jako śpiewaczka do grupy opłacanej przez księżniczkę, to tam uczyła się tańczyć, śpiewać i poznała cztery sztuki: muzykę, grę w szachy, kaligrafię i malarstwo.

## Kochanka
Związek cesarza i jego niedawno poślubionej pierwszej żony Chen Jiao nie był zbyt silny jeszcze przed jego wstąpieniem na tron – przyszła cesarzowa była starszą o osiem lat kuzynką swojego męża, a ich małżeństwo zostało zaaranżowane dla scementowania politycznego sojuszu dwóch kobiet – cesarzowej Wang Zhi i siostry cesarza, księżniczki Guantao, kiedy następca tronu miał zaledwie sześć lat. Małżeństwo zostało skonsumowane, co było warunkiem wzięcia go pod uwagę jako następcę. Jednakże przyszła cesarzowa nie była w stanie zajść w ciążę przez wiele lat, co przyczyniło się do kłopotów młodego cesarza, którego uratowała teściowa, księżniczka Guantao, pokonując tym samym jego ambitną babkę, wielką cesarzową wdowę Dou.
W czasie przygotowań do corocznego wiosennego rytuału Bashang w 139 roku p.n.e. w czasie drugiego roku swojego panowania, cesarz Wu zdecydował się odwiedzić w drodze powrotnej dom swojej starszej siostry, księżniczki Pingyang, która od dawna chciała zastąpić swoją ciotkę, księżniczkę Guantao i tak jak ona zdobyć polityczny wpływ na brata poprzez przygotowanie kilku młodych, pięknych kobiet, które miała podarować bratu jako konkubiny. Jednakże, jej plan nie wypalił – żadna z wybranych przez nią kobiet nie zwróciła na siebie uwagi cesarza Wu. Zdając sobie sprawę, że jej brat jest zawiedziony i znudzony, zaprosiła do swojego domu zespół tancerek i śpiewaczek, by umilić mu czas i zatrzeć złe wrażenie. To właśnie wtedy cesarz miał dostrzec wśród śpiewaczek piękną i młodą dziewczynę o imieniu Wei Zifu i niemal natychmiast się w niej zakochał. Zauważywszy okazję na możliwe podniesienie swej roli na dworze, księżniczka Pingyang poprosiła brata o to by odpoczął w jej sypialni, nakazując młodej śpiewaczce towarzyszenie mu w roli służącej. Zakochany do szaleństwa cesarz, wynagrodził siostrę tysiącem sztuk złota i w ten sposób nabył Wei Zifu.
Na wieść o przybyciu konkubiny cesarza, jego żona podjęła działania mające na celu porzucenie przezeń pomysłu nadania jej jakiegokolwiek znaczenia w pałacu. Wkrótce cesarz został zmuszony do porzucenia ukochanej i zatrudnienia jej jako niczym nie wyróżniającej się służącej pod naciskiem Chen Jiao. Mieli się nie spotkać ponownie do czasu gdy w rok później, na polecenie cesarzowej, próbowano zmusić Wei Zifu do opuszczenia pałacu pod pozorem wygnania, w nadziei, że uda się ją na zawsze usunąć z cesarskiego pałacu.. Niespodziewania cesarz zażądał sprowadzenia służącej i poznawszy ukochaną nakazał jej pozostanie w pałacu jako jego konkubina. W rzeczy samej – znaczenie cesarza wzrosło i nie potrzebował już poparcia rodu Chen. Kiedy miłość cesarza na nowo zapłonęła, Wei Zifu szybko zaszła w ciążę, dosadnie dając cesarzowi do zrozumienia, że nie jest bezpłodny. Ta wiadomość zaskoczyła cesarza, który w oczach dworu ponosił częściową odpowiedzialność za niepłodność swojej żony. Dzięki temu oddalił wizję spisku i detronizacji.
Nieoczekiwane wyniesienie rywalki rozwścieczyło Chen Jiao, ale nie mogła zrobić nic by zaszkodzić Wei Zifu skoro ta znajdowała się pod opieką cesarza. Księżniczka Guantao próbowała wzbudzić pragnienie zemsty w swojej córce i odkryła, że przyrodni brat konkubiny Wei Zifu, Wei Qing służy jako stajenny w doborowych oddziałach gwardii cesarskiej jako stajenny, więc wysłała swoich ludzi by go porwali i zamordowali, jednak przyjaciele Wei Qinga zdołali go ocalić i opisawszy zamach wysłali go przez umyślnych ludzi do cesarza. Jako znak niezadowolenia i wstrętu do cesarzowej i jej matki, cesarz Wu mianował osobiście i publicznie Wei Zifu swoją małżonką (jedynym tytułem wyższym od niego był tytuł cesarzowej), a Wei Qinga wyniósł do godności dowódcy gwardii cesarskiej, kanclerza i mianował gubernatorem Hebei, poza tym wyniósł kilku członków rodziny Wei do najwyższych godności; nagrodził również przyjaciół Wei Qinga. Wei Zifu zajęła główne miejsce w sercu, pałacu i sypialni cesarza na dziesięć lat i obdarzając go trzema, podobno równie pięknymi jak matka, zdrowymi córkami.
W 130 roku p.n.e. cesarzowa Chen Jiao została oskarżona o stosowanie praktyk magicznych w celu odzyskania miłości męża i usunięcia innych konkubin. Podczas śledztwa zakrojonego na szeroką skalę, które prowadził cieszący się zasłużoną niesławą inspektor Zhang Tang, zostało aresztowanych i straconych ponad trzysta osób. Cesarz podjął kroki mające na celu usunięcie Chen Jiao z dworu i odebranie jej tytułu cesarzowej, który zhańbiła w sposób niegodny kobiety z rodziny cesarskiej. W 130 roku p.n.e. była cesarzowa została odesłana do jednego z cesarskich pałaców i oddana pod areszt domowy. Zamieszkała w pałacu Długich Wrót, będącym prezentem dla cesarza od jej matki w zamian za tolerowanie wywoływanych przez nią skandali i romansu z jej osiemnastoletnim chrześniakiem Dong Yanem.

## Cesarzowa
Usunięcie cesarzowej Chen Jiao pozostawiło Chiny bez cesarzowej, a cesarz nie miał innej żony poza Wei Zifu. W 129 roku p.n.e. Wei Qing będący już jednym z najbliższych przyjaciół cesarza i jednym z najpotężniejszych armią składającą się z dziesięciu tysięcy żołnierzy odniósł wspaniałe zwycięstwo nad koczowniczym ludem Xiongnu. W następnym roku Wei Zifu urodziła pierwszego syna cesarza, Liu Ju i zachwycony cesarz Wu (mający wówczas 29 lat) mianował ją cesarzową w niecały rok później. Liu Ju został następcą tronu w 122 roku p.n.e.
Po nadaniu Wei Zifu tytułu cesarzowej, Wei Qing, uważany od tej pory przez samego cesarza za członka jego najbliższej rodziny, otrzymał rozkaz kierowania atakiem wojsk cesarskich na Xiongnu i został mianowany (jako jedyny nie pochodzący z rodu cesarskiego) najwyższym dowódcą sił zbrojnych cesarstwa, otrzymał też od wzruszonego cesarza tytuł książęcy. W 124 roku p.n.e. siostrzeniec cesarzowej, Huo Qubing również został mianowany dowódcą wojskowym i w następnych latach prowadził wiele zwycięskich bitew z wrogami cesarstwa. W 123 roku p.n.e. ród Wei posiadał pięć markizatów, jedno księstwo, ogromne połacie żyznej ziemi, a jego członkowie sprawowali najważniejsze funkcje państwowe. Przyczyniły się do takiego stanu rzeczy zwłaszcza niezwykłe talenty militarne Wei Qinga i Huo Qubinga, Wei Zifu często była uważana za kręgosłup swojej rodziny. Słynna piosenka ludowa z tamtych lat mówiła o tym:

Nie ma niczego szczęśliwego w tym jeśli urodzi syna. Niczego złego jeżeli urodzi córkę. Czy nie widzicie, że Wei Zifu podporządkowała sobie świat!
                                                                                                                        生男無喜，生女無怒，獨不見衛子夫霸天下!

Z powodu wielkich osiągnięć członków rodziny Wei, wielu późniejszych cesarzy brało sobie za żony kobiety o tym nazwisku, co miało być dobrym omenem.
W czasie swojego życia na dworze, Wei Zifu była opisywana jako nowoczesna, dobra i skromna cesarzowa, która starała się zapewnić dobry los swoim krewnym i trzymała ich z dala od intryg i spisków. Słynny historyk Sima Qian, opisał piękną i dzielną cesarzową jako „wspaniałą w swych zaletach”.
Po latach, kiedy namiętność cesarza w stosunku do cesarzowej zmalała i zwrócił się w kierunku swoich licznych konkubin: Wang, Li i Zhao, które rodziły mu kolejne dzieci. Jednakże, wciąż darzył opinie i dobry smak Wei Zifu ogromnym szacunkiem i powierzał kierowanie sprawami wewnętrznymi następcy tronu, księciu Liu Ju, który w czasie nieobecności cesarza był często jego regentem.

## Spisek następcy tronu i śmierć
W późnym wieku, cesarz Wu stał się paranoikiem i wszędzie widział wymierzone weń spiski napędzane czarną magią. Seria procesów i przesłuchań czarnoksiężników objęła ogromną liczbę osób, wielu spośród nich było wysokimi urzędnikami i członkami dynastii cesarskiej, oskarżonych o stosowanie czarnej magii i ściętych, zazwyczaj całymi rodzinami. Wkrótce oskarżenia o czary stały się dobrą bronią w walkach o sukcesję cesarskiego tronu i doprowadziły do katastrofy.
W 94 roku p.n.e., najmłodszy syn cesarza, Liu Fuling, urodzony z konkubiny Zhao, przy którego narodzinach cesarz (mający wówczas 62 lata) miał obiecać jego matce, że zatroszczy się o jego przyszłość zbuntował się przeciw cesarzowi. Konkubina Zhao miała urodzić go dopiero pod wpływem dotyku cesarza i najpierw urodziła jadeitowy haczyk, a dopiero później syna. Sama ciąża miała trwać aż czternaście lat – tak samo jak w przypadku mitycznego cesarza Yao – cesarz Wu zdecydował nazwać pałac konkubiny Zhao „Wrotami matki Yao”. Te niezaprzeczalne anomalie dały asumpt do plotek i kalkulacji, że cesarz ma zamiar zastąpić trzydziestoośmioletniego Liu Ju jako następcę tronu zaledwie trzyletnim Liu Fulingem. Nie istnieje żaden dowód świadczący o takich zamiarach monarchy, jednak w rok później zorganizowano spisek przeciwko cesarzowej Wei Zifu i jej synowi.
Jednym ze spiskowców miał być Jiang Chong, wysoki stopniem legista znany ze swojego okrucieństwa i oportunizmu. Jiang miał kiedyś towarzyszyć następcy tronu by wkrótce po aresztowaniu jednego z najbliższych przyjaciół Liu Ju za nieprawne korzystanie z cesarskiej drogi i ze strachu, że następca tronu zechce się zemścić będąc już cesarzem. Innym spiskowcem był główny eunuch cesarza Su Wen, który był oskarżony o kradzież własności cesarza i który wcześniej próbował zniesławić następcę tronu oskarżając go o popełnienie cudzołóstwa z pewną konkubiną jego ojca.
Pierwszy proces rozpoczął się w lutym 91 roku p.n.e. i dotyczył pierwszego ministra Gongsun Ao (przyrodniego brata cesarzowej Wei Zifu) i jego syna, przerwany ich niespodziewanym samobójstwem we więzieniu i egzekucją całego klanu Wei. Siostry następcy tronu, księżniczki: Zhuyi i Yangshi tak samo jak ich kuzyn Wei Kang (najstarszy syn Wei Qinga) również zostali oskarżeni o posługiwanie się czarami i ścięci, w ten sposób efektywnie usuwając niemal wszystkich ich sojuszników na dworze. Z nakazem cesarskim dotyczącym surowego karania zbrodni czarnoksięstwa, Jiang Chong i Su Wen zdecydowali po raz kolejny, póki żelazo było gorące oskarżyć Liu Ju, tym razem o uprawianie czarów. Z powodu coraz bardziej pogarszającego się stanu psychicznego cesarz Wu znajdował się w letnim pałacu w Ganquan (obecne Xianyang, Shaanxi), nadając pełne uprawnienia co do prowadzenia procesu Jiangowi Chong i Su Wenowi, którzy przeszukali wszystkie cesarskie pałace i znaleźli mnóstwo woskowych figurek, fragmentów ubrań i tajemnicze zwoje. Chcąc złapać zbrodniarzy na gorącym uczynku ogłosili, że znaleźli dowody winy w pałacach następcy tronu i jego matki.
Liu Ju był zdziwiony tym i skontaktował się ze swoimi najbliższymi współpracownikami. Jego nauczyciel Shi De opowiedział mu historię o planie niesławnego Zhao Gao na zamordowanie Ying Fusu i powiedział, że być może jego ojciec już nie żyje, zasugerował mu powstanie przeciwko jego przeciwnikom. Następca tronu opierał się i chciał rozmówić się z ojcem i wyjaśnić mu, że jest niewinny, ale kiedy dowiedział się, że posłańcy Jiang Chonga dotarli już do letniego pałacu, by przekazać cesarzowi fałszywe oskarżenia, postanowił zrobić to co doradzał mu nauczyciel. Zlecił porwanie posłańca, aresztowanie Jianga i innych spiskowców – oprócz Shu Wena, który uciekł. Książę ogłosił winę Jianga i osobiście go ściął, oraz doniósł swojej matce o tym co zrobił, która miała dylemat – czy wybrać męża czy syna. Ostatecznie wybrała tego ostatniego i przedstawiła go pałacowej gwardii i pozwoliła rekrutować cywilów w walce ze spiskowcami.
W tym czasie, Su Wen dostał się do letniego pałacu i poinformował cesarza o rzekomej rebelii i popełnionej zdradzie. Cesarz Wu początkowo nie wierzył w te oskarżenia i wysłał list do stolicy wzywając syna do przybycia i wytłumaczenia się. Posłaniec wysłany z wiadomością, niski stopniem eunuch tak naprawdę wyruszył do pobliskiego miasta i wrócił z fałszywą wiadomością do cesarza, że następca tronu jest w drodze by go zabić. Wściekły i przekonany o nienawiści swojego syna, nakazał swojemu siostrzeńcowi, pierwszemu ministrowi Liu Qumao zebranie regularnej cesarskiej armii i uśmierzenie rebelii. Bitwa na ulicach stolicy trwała przez pięć dni pod koniec których wojska Liu Qumao zwyciężyły motywując to tym, że następca tronu nie posiadał ojcowskiej zgody. Pojmano całą rodzinę następcy tronu, jego dwóch synów, synowe, konkubiny, kochanki, dwór i wszystkich stracono. Ocalał jedynie jego miesięczny wnuk, Liu Bingyi, którego zamknięto we więzieniu.
Wkrótce po ucieczce Liu Ju, cesarz wysłał dwóch urzędników do pałacu cesarzowej z pieczęcią cesarską w rękach (co miało oznaczać przygotowania do usunięcia jej). W odpowiedzi Wei Zifu popełniła samobójstwo i została pochowana w małej turmie w Tongbai wschodniej ulicy przy bramie Fu'ang. Większość członków jej klanu zostało wymordowanych. Jej syna osaczono i zmuszono do samobójstwa.

## Pośmiertna rehabilitacja
Dwa lata później cesarz zdał sobie sprawę, że oskarżenia w czasie procesów o uprawianie czarów w 91 roku p.n.e. były fałszywe. Kiedy w 89 roku p.n.e. odkryto wreszcie prawdę, wściekły cesarz kazał wymordować wszystkich spiskowców, spalić żywcem Su Wena, zabić krewnych i przyjaciół Jiang Chonga. Do końca swojego życia cierpiał z powodu zamordowania syna i żony.
Osiemnaście lat po jej śmierci, prawnuk Wei Zifu, Liu Bingyi wstąpił na tron w 74 roku p.n.e. jako cesarz Xuan. Oczyścił imię swojej prababki i dziadka budując im olbrzymie mauzolea i nadając prababce wspaniały pośmiertny tytuł - Wei Si Hou (Wei, Rozważna Cesarzowa).